# Striglina advena
Striglina advena är en fjärilsart som beskrevs av Paul E. Whalley 1976. Striglina advena ingår i släktet Striglina och familjen Thyrididae. Inga underarter finns listade i Catalogue of Life.